# Samuel Rayan
Compléments
Rayan développa une perspective indienne de la théologie de la liberation
Samuel Rayan, né le 23 juillet 1920 à Kumbalam, au Kerala (Inde) et décédé le 2 janvier 2019 à Kozhikode (Inde), était un prêtre jésuite indien, théologien œcuménique et professeur de théologie. Il est connu pour avoir développé une perspective asiatique de la théologie de la libération.

## Biographie

### Jeunesse et formation
Né le 23 juillet 1920 à Kumbalam, un village du district de Kollam (Quilon) au Kerala (Inde du Sud), Samuel appartenait à une fratrie de huit enfants. 
A l’âge de 19 ans, en 1939, le jeune Samuel entre au noviciat jésuite de Kozhikode, au Kerala. Outre la formation spirituelle et académique traditionnelle des Jésuites (noviciat, juvénat, philosophat à Shembaganur) il consacre plusieurs années à l’étude du sanskrit et de la littérature malayalam. Il fait ses études de théologie préparatoires au sacerdoce au De Nobili College de Poona, où il est ordonné prêtre en 1955. Poursuivant une spécialisation en théologie avec un doctorat à Rome (Université grégorienne) il y fait sa profession religieuse définitive le 15 août 1958 entre les mains du Père Janssens, Supérieur Général de l’Ordre jésuite. 

### Professeur de théologie
Revenu de Rome dans son Kerala natal le père Rayan est aumônier des étudiants catholiques. Son succès parmi les étudiants fait qu’il reste à ce poste plus longtemps qu’initialement prévu.      
En 1972 il est envoyé enseigner la théologie au théologat jésuite de Vidyajyoti, à Delhi Il y fera toute sa carrière de théologien et professeur de théologie. Dès 1972 il en est le premier doyen (Principal) indien de la faculté (1972-1976).  

### Théologien œcuménique
Résolument œcuménique et ‘tiers-mondiste’ dans sa perspective théologique le père Rayan est cofondateur de l’Association œcuménique des théologiens du Tiers-Monde’ (‘Ecumenical Association  of Third World Theologians’ [EATWOT], et membre durant plusieurs années de l’importante commission ’Foi et Constitution’ du Conseil œcuménique des Églises [COE]. Un signe de la confiance dont il jouit dans le milieu œcuménique est sa nomination comme Directeur de l’Indian school of Ecumenical Theology’ (Bangalore), une institution académique non catholique.   
Cependant sa théologie est catholique au sens le plus vrai du mot, c’est-à-dire au service de l’humanité.  Toujours proche de l’Écriture Sainte (sans se poser comme exégète) il contribue à ce qu’il appelle ‘la décolonisation de la théologie’ et promeut le développement de nouvelles théologies locales. De manière générale, sans être militant, sa réflexion participe au mouvement mondial de la Théologie de la libération. 
Original et créatif le père Rayan est par ailleurs, et à différents moments de sa carrière, conseiller d’évêques ou de religieux ou membre de diverses commissions de la Conférence des évêques catholiques d'Inde’ [CBCI]. Il est fréquemment sollicité, en Inde comme à l’étranger, pour des conférences, cours de théologie, retraites spirituelles ou séminaires. 
Après près de quarante ans au service du théologat Vidyayoti de Delhi, le père Rayan rentre dans son pays natal, le Kerala, en 2010. Il y meurt le 2 janvier 2019, à Kozhikode. Il a 98 ans.

## Théologie
Selon Rayan, la théologie est un rappel des grandes exigences du Royaume de Dieu. Elle est éminemment au service du peuple, à la recherche d’une humanité plus riche et complète dans quelque domaine de la vie que ce soit : socio-religieux, politico-économique ou culturel. Aussi, pour Rayan, la mission centrale de la foi chrétienne est son insertion dans la vie concrète et quotidienne du peuple, en particulier des membres marginalisés et opprimés du corps social. À sa manière poétique  le père Rayan écrit : «Le riz est pour le partage ; le pain doit être rompu et donné. Chaque bol, chaque estomac sera rassasié. Laisser un seul bol non rempli est voler à l’histoire son sens; saisir plusieurs bols pour moi-même est vider l’histoire de la présence divine ».

## Écrits
- The Holy Spirit: Heart of the Gospel and Christian Hope. New York, Orbis Books, 1978.
- Decolonization of Theology.
- Collected writings of Samuel Rayan, SJ (edited by K. Kunnumpuram), New Delhi: ISPCK.